# Усеберг
Усеберг, Блок 30/6, 30/9 (англ. Oseberg) — комплекс нефтегазовых месторождении в акватории Норвежского моря 130 км на северо-западе от г. Берген. Открыт в 1979 году. Освоение началось в 1988 году. Глубина моря в районе 150 метров.
В комплекс Усеберга входит основная структура Усеберг или Усеберг-Юнит (А, В, Д) и их спутники Усеберг-С, Усеберг-Дельта, Усеберг Западный, Усеберг Восточный, Усеберг Северный, Туне.
Нефтегазоносность установлено в отложениях палеогена. Начальные запасы нефти на комплексе составляет 350 млн тонн, а запасы природного газа — 110 млрд м³.
Оператор Усеберга является норвежская компания Equinor (49,30 %). Другие партнеры проекта является ConocoPhillips (2,40 %), ExxonMobil (4,70 %), Total (10 %), Petoro (33,60 %).
Добыча нефти 2006 году составила 6,26 млн тонн. Добытую нефть Усеберга перевозят танкерами на терминал Стюр, а газ поступает ежесуточно через трубопровод Хеймдал.